# 폴 킴 (1988년)
폴 킴 (본명: 김태형, 영어: Paul Kim, 1988년 2월 11일 ~ )은 대한민국의 가수이다.

## 학력
- St Bede's College
- 리쓰메이칸 아시아 태평양 대학 국제경영 중퇴

## 음반 목록

### 정규 앨범
- 2017 : 《정규 1집 Part.1 길》
- 2018 : 《정규 1집 Part.2 터널》
- 2019 : 《정규 2집 Part.1 마음, 하나》
- 2020 : 《정규 2집 Part.2 마음, 둘》

### 미니 앨범
- 2016 : 《Song Diary》
- 2016 : 《Her》
- 2022 : 《Star》

### 디지털 싱글
- 2014 : 〈커피 한 잔 할래요〉
- 2014 : 〈Ex〉
- 2016 : 〈비〉
- 2016 : 〈널 떠올리는게〉
- 2017 : 〈Wanna Love You〉
- 2018 : 〈Additional〉
- 2018 : 〈휴가〉
- 2018 : 〈너를 만나〉
- 2019 : 〈초록빛〉
- 2019 : 〈헤어질걸 알아〉
- 2019 : 〈마음〉
- 2020 : 〈Loveship〉
- 2020 : 〈집돌이〉
- 2020 : 〈너도 아는〉
- 2021 : 〈사랑하는 당신께〉
- 2021 : 〈첫번째 수학여행 'Summer : re'〉
- 2021 : 〈찬란한 계절〉
- 2021 : 〈잘 있니〉
- 2022 : 〈어제처럼〉
- 2022 : 〈너의 잠을 채워줄게〉
- 2023 : 〈하루에 하나씩〉
- 2023 : 〈한강에서〉

### OST
- 2017 : 〈있잖아〉 - 《연애플레이리스트 시즌2》 OST Part 2
- 2017 : 〈꽃비〉 - 《흑기사》 OST Part 4
- 2018 : 〈모든 날, 모든 순간〉 - 《키스 먼저 할까요》 OST Part 3
- 2018 : 〈사랑 알 수 없나봐〉 - 《WHY : 당신이 연인에게 차인 진짜 이유》 OST Part 3
- 2019 : 〈안녕〉 - 《호텔 델루나》 OST Part 10
- 2020 : 〈Dream〉 - 《더 킹 : 영원의 군주》 OST Part 8
- 2021 : 〈늘 곁에서 지금처럼〉 - 《지리산(드라마)》 OST Part 9
- 2022 : 〈기적 같은 너〉 - 《재벌집 막내아들》 OST Part 6
- 2022 : 〈너는 기억한다〉 - 《더 글로리》 OST Part 1

### 참여 앨범
- 2015: 원써겐 - 〈너는 듣지 않았으면 해〉
- 2015: 디스토리 - 〈서툰 기대〉
- 2015: 원써겐 - 〈널 듣고만 있어〉
- 2015: 원써겐 - 〈뜨겁지가 않아〉
- 2015: 전승우 - 〈Christmas Love〉
- 2015: 슬릭 - 〈미뤄〉
- 2016: 아날로직 - 〈Dead End〉
- 2016: 술제이 (Sool J), ultimadrap (울티마 디랩) - 〈널 떠올리는게〉
- 2017: 스와이 - 〈짝사랑〉
- 2017: 몰리디 - 〈낮잠〉
- 2017: 정동하 - 〈사람이〉
- 2017: 알리 - 〈한 달을 못 가서〉
- 2017: 원써겐 〈Would You〉
- 2017: 전승우 〈Hello Christmas〉
- 2019: 민서 〈2cm〉
- 2019: 스텔라장 〈보통날의 기적〉
- 2020: 김현철 〈선 (線)〉
- 2021: 조이 〈좋을텐데 (If Only)〉

## 방송
- 2018년 MBC 미스터리 음악쇼 복면가왕 - 우~와우와우와하게 노래하는 사파리 (참가자)
- 2018년 웹드라마 하찮아도 괜찮아 - 특별출연
- 2018년 해피투게더
- 2019년 JTBC 비긴어게인3 - 가수 이적, 태연, 적재, 딕펑스 현우와 출연
- 2019년 MBC 놀면 뭐하니? - 가수 헤이즈, 픽보이와《눈치》작사,작곡
- 2019년 MBC 라디오스타 - 스페셜 MC
- 2019년 KBS2 유희열의 스케치북 - 특별출연
- 2020년 전지적 참견시점
- 2020년 비디오스타
- 2020년 본격연예 한밤
- 2020년 11월 11일 MBC TV 황금어장 라디오스타 - '가수라서 다행이다'(가수 키, 이적, 정인과 출연)
- 2020년 KBS 8.15광복75주년 특집콘서트 <당신이 대한민국입니다>
- 2021년 ~ 2022년 TV조선 부캐전성시대 - 고정출연 (부캐 '폴킴태형')
- 2022년 꼬리에 꼬리를 무는 그날 이야기 - 게스트

## 수상

### 수상 내역
| 연도 | 수상 내역 |
| ---- | --- |
| 2018 | - MGMA <OST 음악상> - 제10회 멜론 뮤직 어워드 <OST부문 뮤직스타일상> |
| 2019 | - 제33회 골든디스크 어워즈 <베스트 OST상> - 제14회 골든티켓어워즈 <최고의 인디뮤지션상> - 2019 올해의 브랜드 대상 <올해의 남성보컬> - 2019 MGMA <남자 솔로 아티스트> - 2019 MGMA <The Top Music> |
| 2020 | - 제34회 골든디스크 <디지털음원 부문 본상> - 제9회 가온차트 뮤직 어워드 <올해의 롱런 음원상> - 제29회 하이원 서울가요대상 <본상>                                                                 |
| 2021 | - 대한민국 퍼스트 브랜드 대상 남성보컬 부문 |

### 가요 프로그램 1위
| 연도            | 수상 내역 (총 1회)                                    |
| --------------- | ----------------------------------------------------- |
| 2018년 (총 1회) | - 너를 만나 (총 1회) - 11월 11일 《SBS 인기가요》 1위 |